# 伊豫豆比古命神社

神紋（十六弁八重表菊）

伊豫豆比古命神社（いよずひこのみことじんじゃ）は、愛媛県松山市居相町にある神社。式内社、旧社格は県社。神紋は十六弁八重表菊。地元では椿神社、お椿さんとも呼ばれている。
「伊豫豆比古」の読み方については、神社では「いよずひこ」としているが、「いよづひこ」と読んでいる例も多い。本来の意味からいえば「いよ-づ-ひこ」であり、「豆」は格助詞「つ（づ）」であるが、ここでは同神社の表記に従う。

## 祭神
- 伊豫豆比古命（男神・いよずひこのみこと）
- 伊豫豆比売命（女神・いよずひめのみこと）
- 伊与主命（男神・いよぬしのみこと）
- 愛比売命（女神・えひめのみこと）

『先代旧事本紀』の「国造本紀」によれば、伊与主命は初代の久味国造であり、伊豫豆比古命と伊与主命は同一であるとする説と、伊豫豆比古命を祖神、伊与主命をその後継者とする説がある。
また、愛媛県の県名は愛比売命から名づけられており、都道府県名で神名を使用しているのは愛媛のみである。

## 由緒
往古、神社の周は海で、津（海の意味）の脇の神社「つわき神社」が時が経るにおいて「つばき神社」に変化したという、また、神社の周りに藪椿を主に各椿が自生していることからも、そのように呼ばれるようになった。
社伝では、孝霊天皇の御代に鎮座したとされ、昭和37年（1962年）には御鎮座2250年祭が、平成24年（2012年）には御鎮座2300年祭が行われた。
延喜式神名帳所載の伊豫豆比古命神社（小社）に比定されるが、名神大社の伊豫神社に当てる説もある。ただし、伊豫神社に比定される有力な論社は伊予郡松前町の伊予神社である。
江戸時代には松山藩主・久松氏の篤い崇敬を受けた。現在では縁起開運の神として、崇敬者は全国に広がるという。

## 境外境内
- 社号票：国道33号と県道19号の交差点である椿神社入口交差点脇にある大きな石碑。
- 東の大鳥居：県道19号の道路をまたぐ東側の巨大な朱色の鳥居。
- 西の大鳥居：県道19号の道路をまたぐ西側の巨大な朱色の鳥居。
- 大鳥居：境内入口の鳥居
- 楼門（隋神門）：右大臣と左大臣坐像
- 本社：拝殿・本殿・回廊
- 椿祷殿（ちんじゅでん）：平成12年、舞殿（1837年～ 2000年）の跡地に建築。社務所と控室。
- 摂社 奏者社（そうじゃしゃ）祠

祭神は潮鳴栲綱翁神（しおなるたぐつなのおきなのかみ）。
伊豫豆比古命と伊豫豆比売命が舟山（本殿に上がる石段途中の左丘のこと）に船を寄せた時、厳頭に纜（ともづな）を繋ぎ、先住民の代表である潮鳴栲綱翁神が迎えられた古事により、万事取り次ぎを頂ける神とされる。舟山の中にあり、伊豫豆比古命神社を参拝する際には先立って、まず奏者社に参拝をする習慣がある。

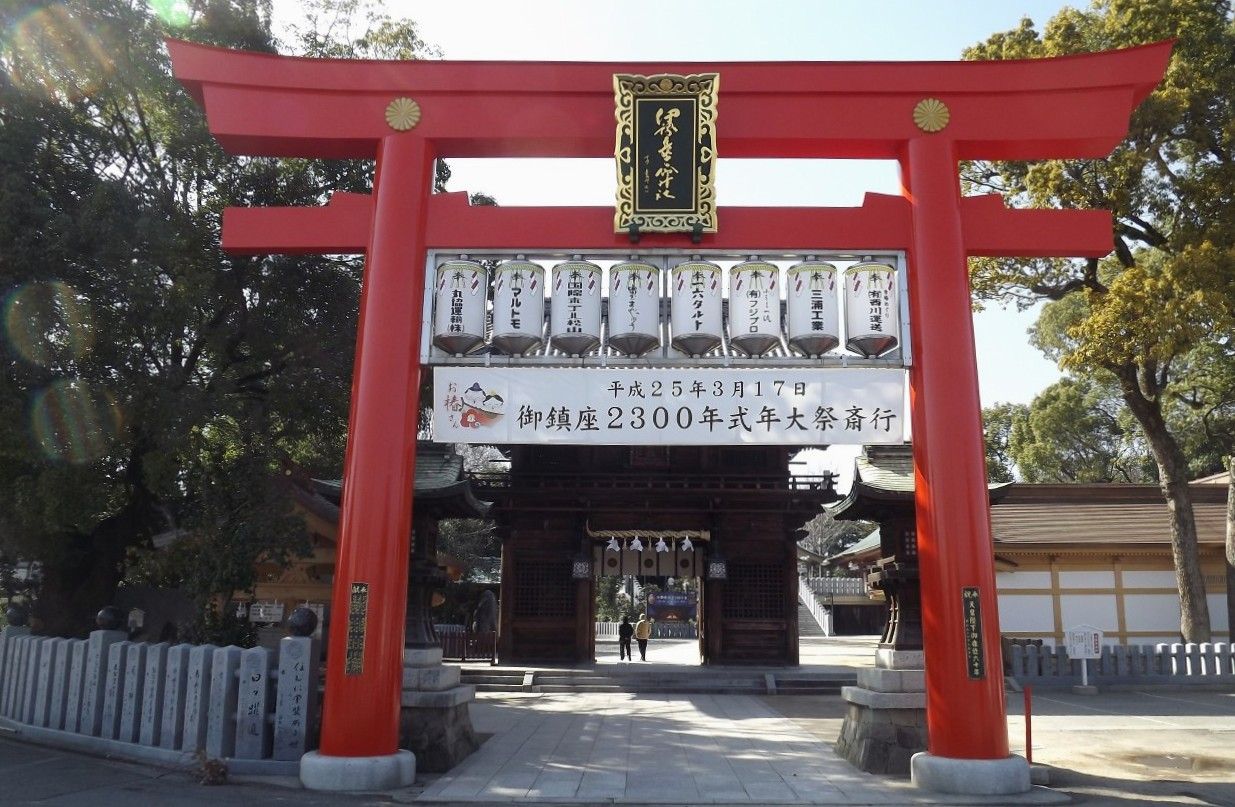
大鳥居と楼門
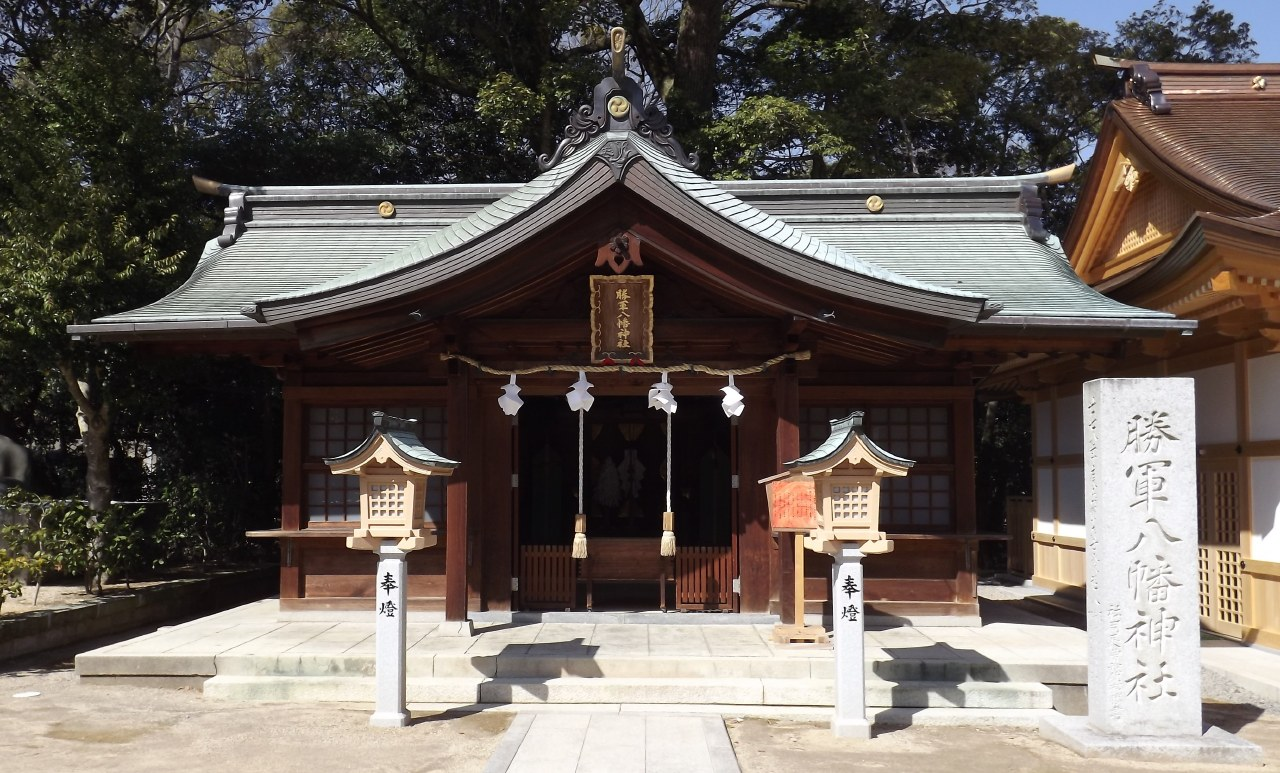
摂社 勝軍八幡神社（かちいくさはちまんじんじゃ）
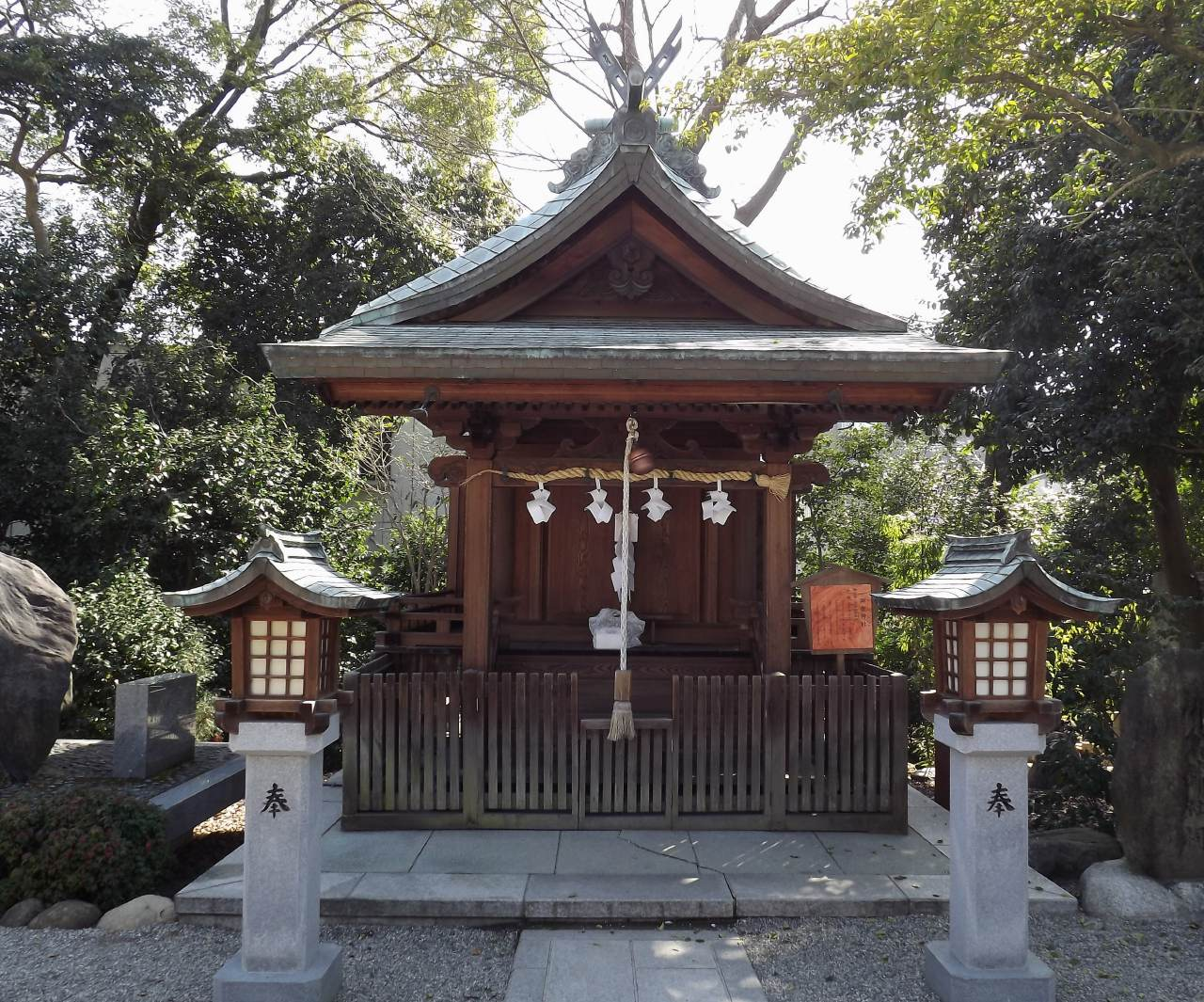
御倉神社
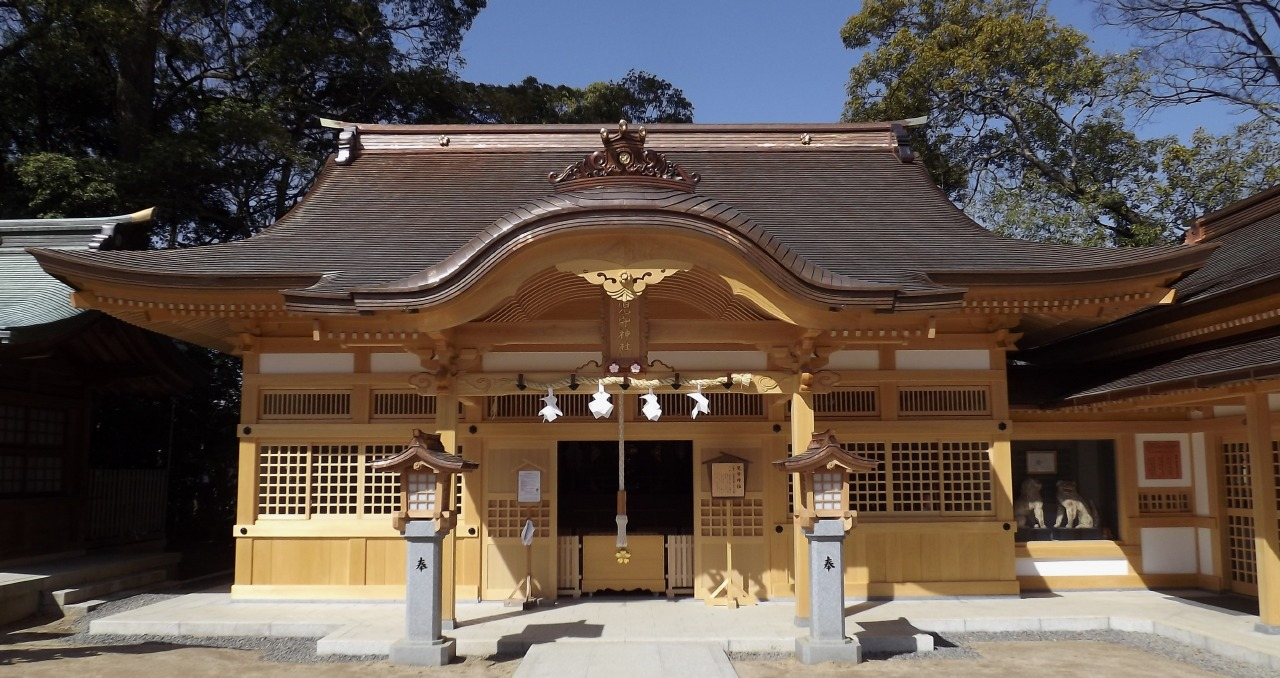
児守神社
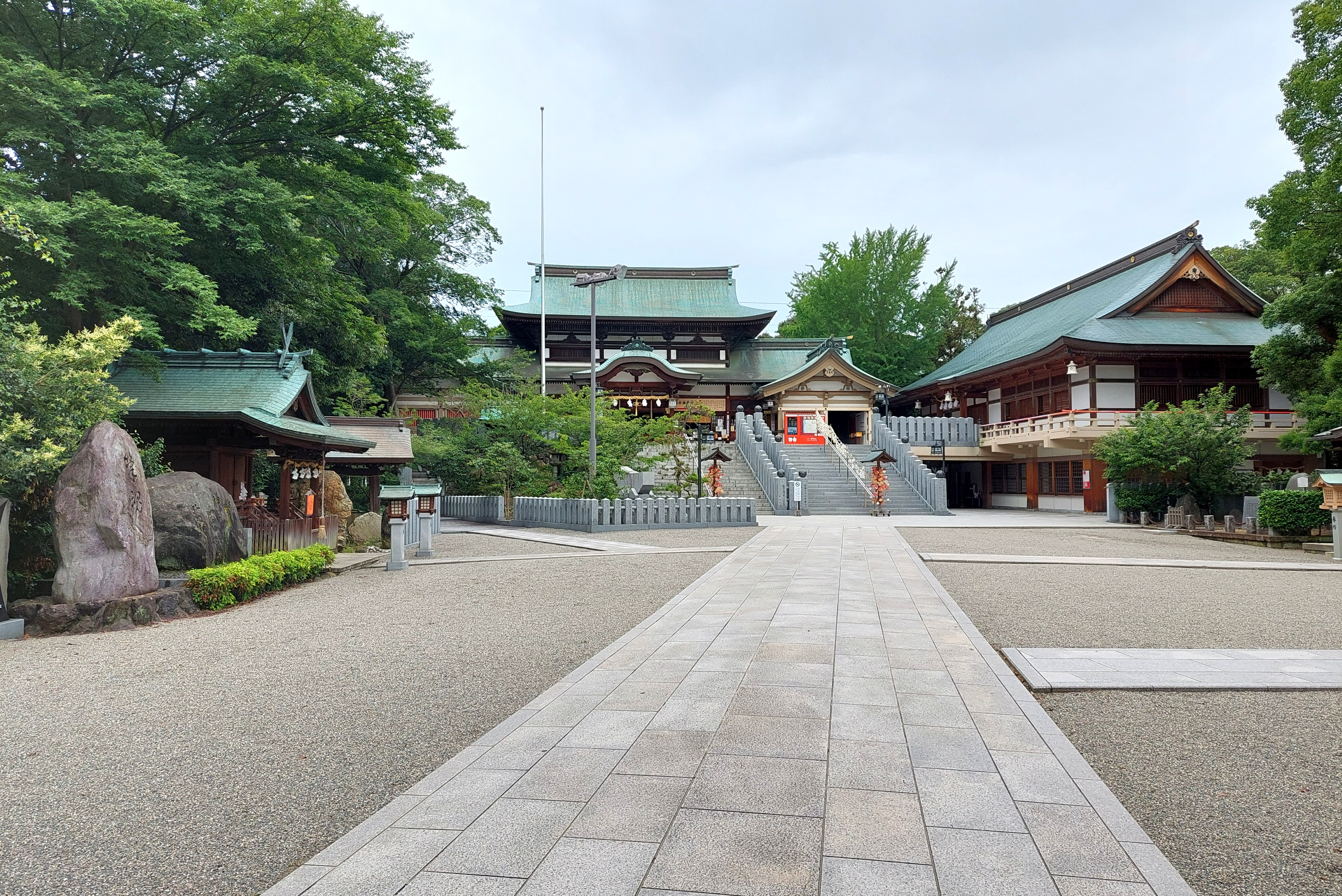
境内

祭神は誉田別命（ほんだわけのみこと）、天照大日孁命（あまてらすおおひるめのみこと）。
蒙古襲来の折、伊予国から防人（さきもり）として出兵した河野一族が戦勝を記念し、宇佐八幡の神を勧進した神社。「勝軍（しょうぐん）さん」の呼び名で必勝祈願・合格祈願・学業成就の神とされている。
- 摂社 御倉神社（みくらじんじゃ）

祭神は宇迦之御霊神（うかのみたまのかみ）。
居相地区の里神とされる。伊勢神宮外宮の豊受大御神（とようけのおおみかみ）、稲荷神社の祭神と同じで、稲の精霊とされ、五穀豊穣、商売繁盛、家運隆昌を護る神とされる。
- 摂社 児守神社（こもりじんじゃ）

祭神は天之水分命（あめのみくまりのみこと）、木花開耶姫命（このはなさくやひめのみこと）。
水を司る天之水分命と安産母乳の木花開耶姫命の二柱を祀り、子育て、子授りの神とされる。初宮参りの後に夫婦で参拝し、出産のお礼と子供の成長を祈りよだれ掛けを奉納する習慣がある。
- 大鳥居と楼門
- 勝軍八幡神社
- 御倉神社
- 児守神社
- 境内

## 境外末社
これらの神社はすべて宮司のいない無住社で、伊豫豆比古命神社が祭儀を司っている。

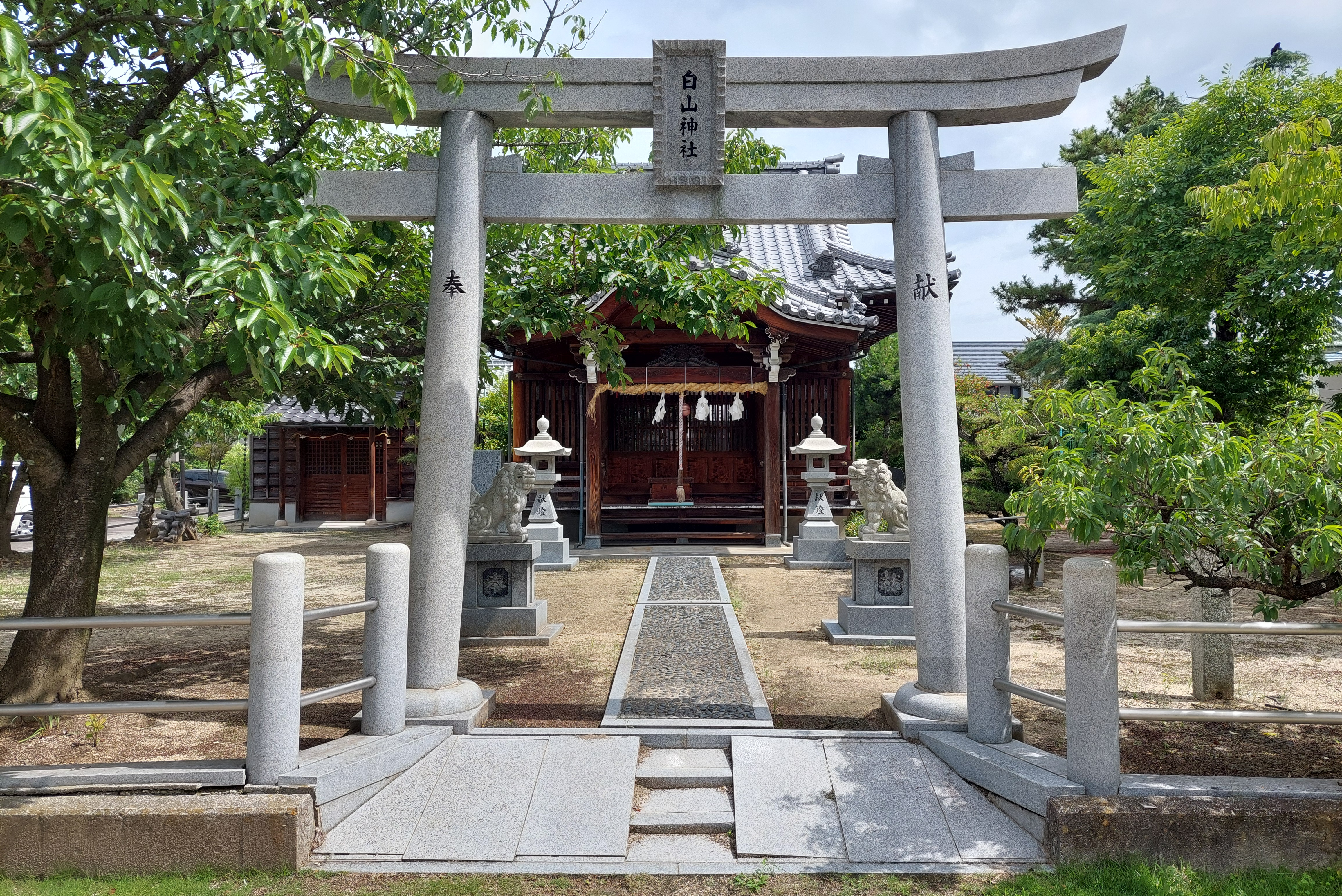
白山神社（北井門1丁目）
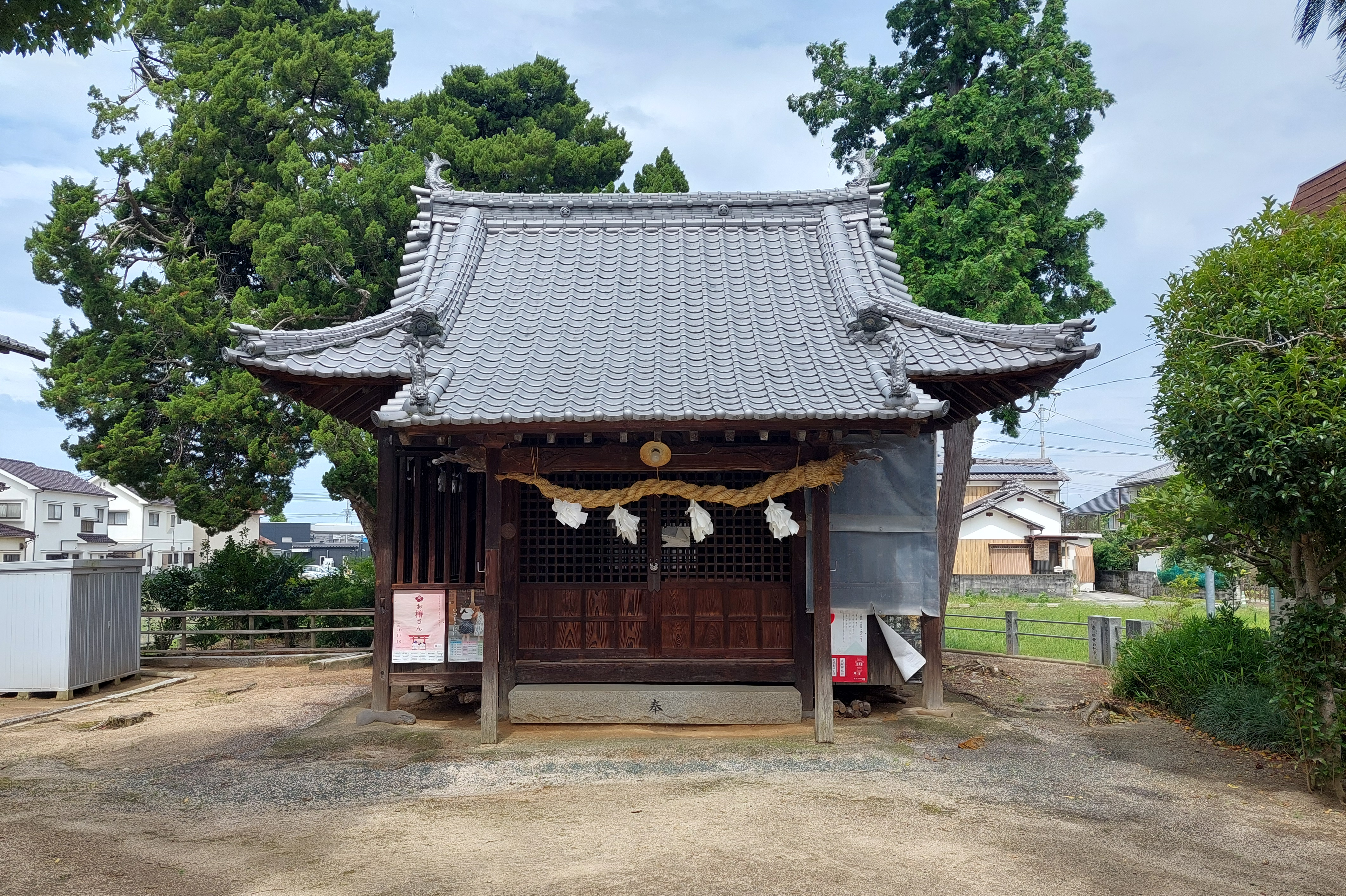
金刀比羅神社（北土居4丁目）
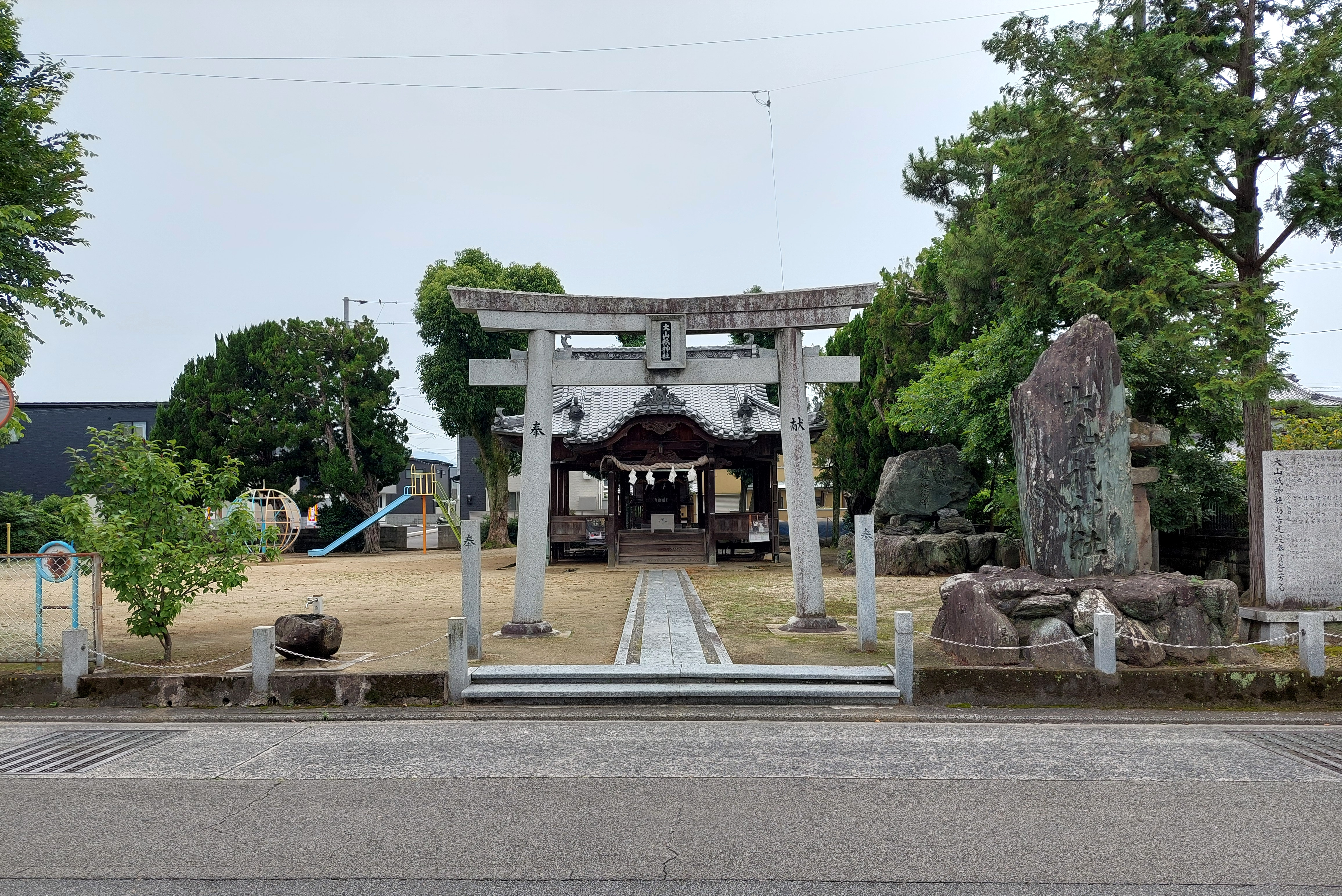
大山祇神社（越智2丁目）
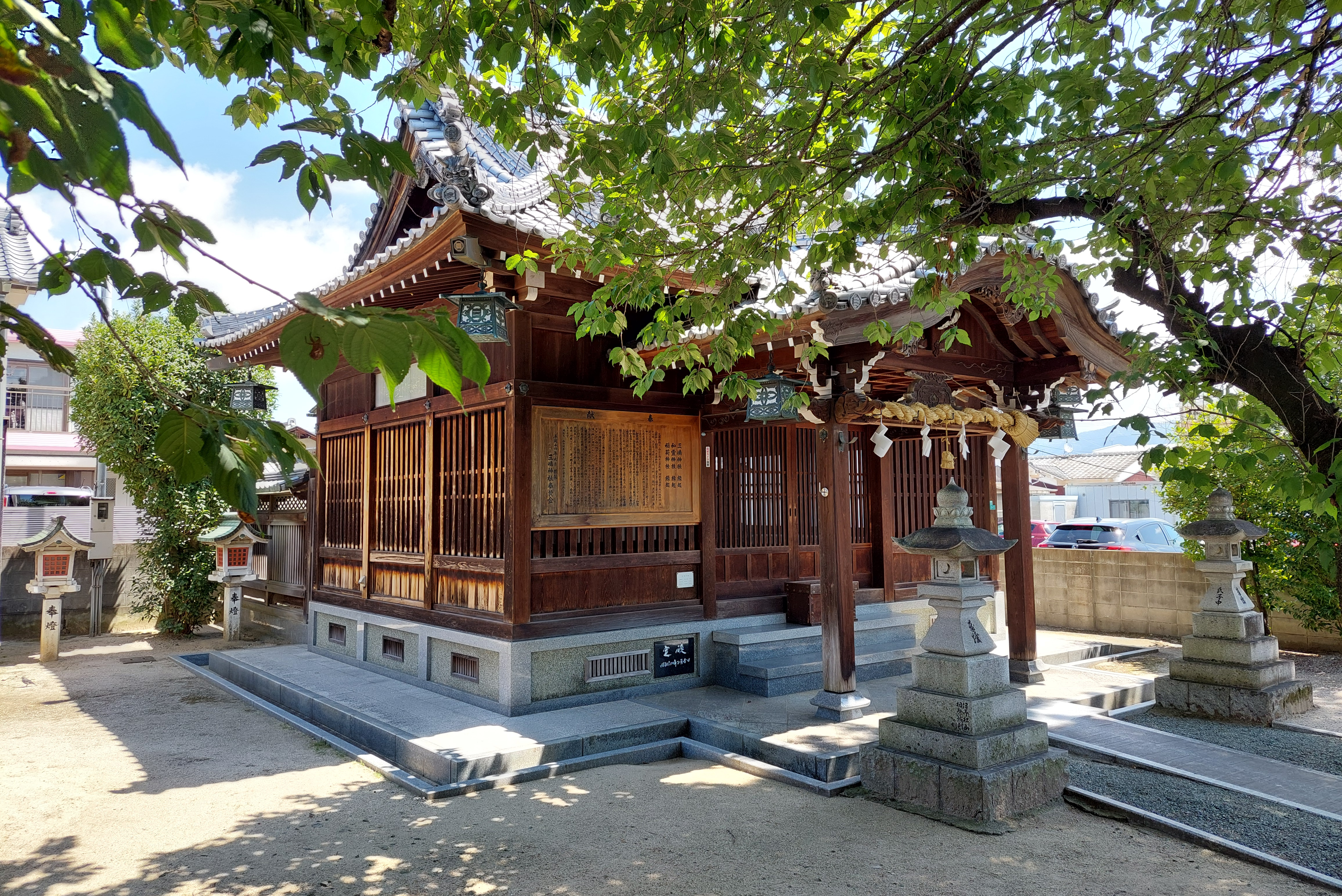
一ノ宮神社（古川南3丁目）
- 素鵞神社（和泉北2丁目）
- 三島神社（朝生田町3丁目）
- 佐野神社（西石井5丁目）
- 城山神社（東石井5丁目）
- 八幡若宮社（今在家4丁目）
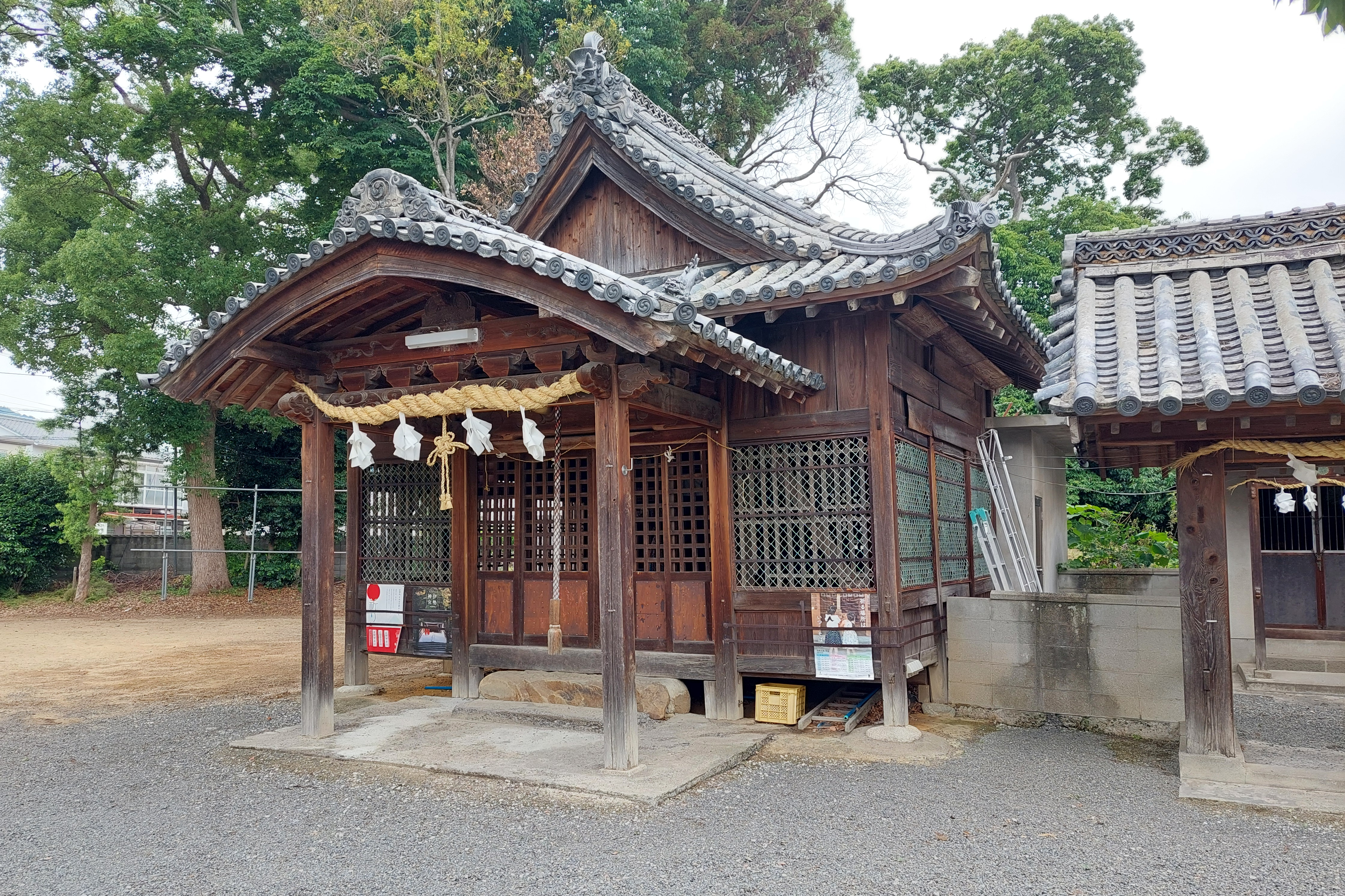
軍ヶ森神社（来住町）

- 白山神社
- 金刀比羅神社
- 大山祇神社
- 三嶋神社
- 軍ヶ森神社

## 文化財
松山市指定有形文化財
- 狛犬：獅子形の一対で右が64cm、左が67cm、室町時代末期。児守神社の右に展示されている。昭和52年3月25日指定

## 年中行事
| 日付           | 祭祀                         |
| -------------- | ---------------------------- |
| 1月1日         | 歳旦祭、若水汲みの神事       |
| 1月中          | 末社・勝軍八幡神社例祭       |
| 旧暦1月7日-9日 | 椿まつり（春季例大祭・後述） |
| 2月3日         | 節分祭                       |
| 2月11日        | 紀元祭                       |
| 春分の日       | 春季皇霊殿遥拝式             |
| 3月下旬        | 崇敬者大祭                   |
| 4月3日         | 畝傍山御陵遥拝式             |
| 4月29日        | 昭和祭                       |
| 4月下旬        | 世界平和 和石祭              |
| 5月1日         | 皐月神御衣祭                 |
| 5月5日         | 端午の節句祭                 |
| 6月上旬        | 石井地区戦没者慰霊祭         |
| 6月上旬        | 御田植祭（大洲市で斎行）     |
| 7月31日        | 夏越祭（文月大祓式）         |
| 9月中          | 筆塚筆魂祭                   |
| 9月中旬        | 敬老祭                       |
| 秋分の日       | 秋季皇霊殿遥拝式             |
| 9月下旬        | 抜穂祭（大洲市で斎行）       |
| 10月1日        | 神無月神御衣祭               |
| 10月6日        | 秋季例大祭                   |
| 10月7日        | 神幸祭、御旅所祭、還幸祭     |
| 10月17日       | 神嘗祭当日祭遥拝式           |
| 11月3日        | 明治祭                       |
| 11月23日       | 新嘗祭                       |
| 12月23日       | 天長祭                       |
| 12月31日       | 師走大祓式、除夜祭           |
| 毎月1日、15日  | 月次祭                       |

## 椿まつり
旧暦1月7日-9日に行われる。
かつては旧暦正月8日のみ祭礼が行われており、これを「お八日」（おようか）と呼んだ。現在はその前後の3日間（7日-9日）にわたって行われる。「お椿さん」「伊予路に春を呼ぶ祭り」と呼ばれる。期間中、数十万人が参拝し、参拝者の数では四国一の大祭という。
期間中の祭儀は、旧暦7日午前0時に開門、同8日午前9時に春季例大祭、同9日午後6時に後宮祭が行われ、午後0時に閉門される。また、特殊神事として貸銭神事・お忍びの渡御・合せ火が行われる。
貸銭神事は、神社から守り金（20円）を借り、翌年、倍額にして返すという非常に珍しい行事で、誰でも無条件で借りることができる。一年間、生業に励み、少しでも多く返せるように頑張ることを約束する意味があるという。
「お忍びの渡御」は、中日（旧暦1月8日）夜、神社の神輿が北土居町の金刀比羅神社まで渡御する行事である。神輿が社殿を出て楼門を通過するまで、神輿を揺すったり、掛け声を出したりせず、静かに進むところから、「お忍びの渡御」の名がある。
合せ火は五馳走火ともいう。お忍びの渡御の際、その道筋にある家は、その年の正月の飾りを焚いて神輿を迎える。これを合せ火という。

## 交通
- 伊予鉄バス
  - 森松・砥部線椿前バス停下車（日中15分間隔）。
  - 市坪・はなみずき線古川横田バス停下車。
- JR四国バス
  - 久万高原線椿宮バス停下車。

## 備考

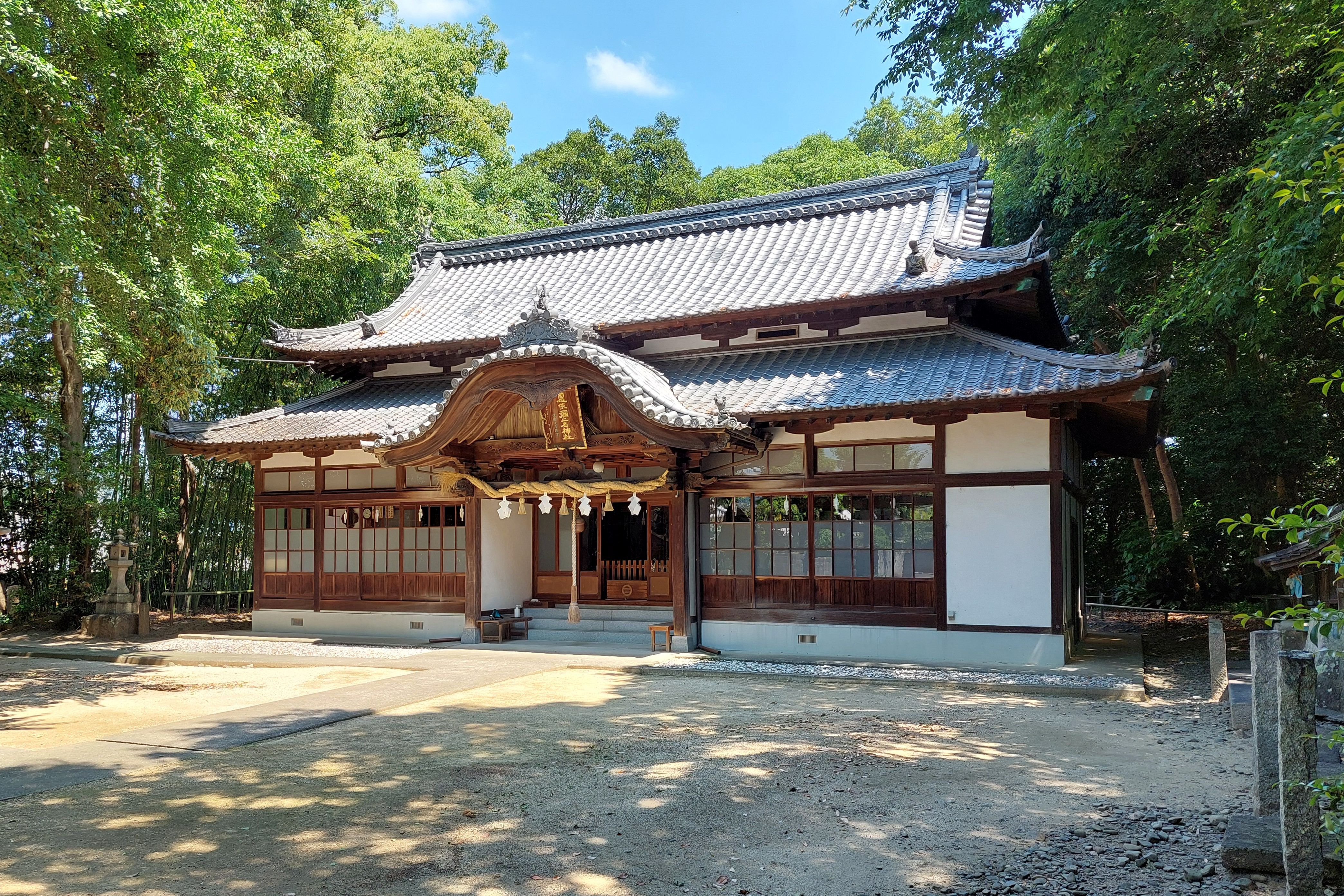
松前町出作の惠依彌二名神社社殿（伊豫豆比古命神社の旧社務所を移築したもの）

- 2013年に「御鎮座2300年祭記念」に画家浜田泰介が描いた壁画や襖絵、彫刻師の石水信至の彫刻作品が奉納された[4]。
- 名誉宮司の長曽我部延昭は2016年まで神道政治連盟会長、日本会議代表委員を務めた[5][6]。